# Laércio Carreirinha
Laércio Gomes Costa, mais conhecido como Laércio Carreirinha ou apenas Laércio (Caiabu, 3 de fevereiro de 1990), é um futebolista brasileiro que atua como atacante. Atualmente joga pelo Lao Toyota do Vientiane.

## Carreira
Nascido em Caiabu, São Paulo, Laércio iniciou sua carreira nas categorias de base da Profute em 2006, mudando-se para o Avaí em agosto de 2007. Posteriormente, foi convocado ao juniores, sendo promovido para o time principal em 2010.
Depois de lutar para avançar, Laércio foi emprestado o Boa Esporte em 2011. No entanto, depois de ter sido pouco utilizado durante a temporada, voltou ao Avaí em dezembro, com seu time sendo rebaixado da Série A. Na temporada seguinte, Laércio começou sendo mais utilizado após a chegada do treinador Argel Fucks; no entanto, seu contrato não foi renovado e ele foi liberado posteriormente.
Em 9 de janeiro de 2013, Laércio ingressou no América Mineiro. No entanto, em agosto ele se mudou para a América-RN. No ano seguinte, Laércio se juntou ao humilde Tombense, aonde atuou em apenas uma partida e logo passando para a Portuguesa.
Para a temporada de 2015 Laércio foi contratado pelo Banants da Armênia, aonde teve bons anos no clube. Deixou o clube após seu último jogo antes das férias de inverno, em dezembro de 2016.
Para o ano de 2018, Laércio deixou o Prachuap da Tailândia para a disputa da Série D do Campeonato Brasileiro pelo Tubarão de Santa Catarina.

## Títulos
Avaí
- Campeonato Catarinense: 2010, 2012

Banants
- Copa da Armênia: 2015–2016

## Estatísticas
- Atualizado até 24 de março de 2020[8]

| Clube            | Temporada | Liga                 | Liga  | Liga | Copa Nacional | Copa Nacional | Continental | Continental | Outros | Outros | Total | Total |
| Clube            |           | Divisão              | Jogos | Gols | Jogos         | Gols          | Jogos       | Gols        | Jogos  | Gols   | Jogos | Gols  |
| ---------------- | --------- | -------------------- | ----- | ---- | ------------- | ------------- | ----------- | ----------- | ------ | ------ | ----- | ----- |
| Avaí             | 2010      | Série A              | 8     | 1    | 1             | 2             | 1           | 0           | 2      | 0      | 12    | 3     |
| Avaí             | 2011      | Série A              | 0     | 0    | 0             | 0             | —           | —           | 1      | 0      | 1     | 0     |
| Avaí             | 2012      | Série B              | 22    | 5    | 0             | 0             | —           | —           | 12     | 3      | 34    | 8     |
| Avaí             | Total     | Total                | 30    | 6    | 1             | 2             | 1           | 0           | 15     | 3      | 47    | 11    |
| Boa Esporte      | 2011      | Série B              | 8     | 0    | 0             | 0             | —           | —           | —      | —      | 8     | 0     |
| América Mineiro  | 2013      | Série B              | 4     | 1    | 2             | 0             | —           | —           | 5      | 1      | 11    | 2     |
| América de Natal | 2013      | Série B              | 6     | 1    | 0             | 0             | —           | —           | —      | —      | 6     | 1     |
| Tombense         | 2014      | Série D              | 0     | 0    | 0             | 0             | —           | —           | 1      | 0      | 1     | 0     |
| Portuguesa       | 2014      | Série B              | 6     | 0    | 2             | 1             | —           | —           | 5      | 0      | 13    | 1     |
| Metropolitano    | 2014      | Série D              | 3     | 0    | —             | —             | —           | —           | —      | —      | 3     | 0     |
| Banants          | 2015–16   | Campeonato Armênio   | 22    | 10   | 5             | 5             | —           | —           | —      | —      | 27    | 15    |
| Banants          | 2016–17   | Campeonato Armênio   | 16    | 3    | 1             | 0             | 0           | 0           | 1      | 0      | 18    | 3     |
| Prachuap         | 2017      | Campeonato Tailandês | 30    | 10   | 6             | 2             | —           | —           | —      | —      | 36    | 12    |
| Tubarão          | 2018      | Série D              | 5     | 0    | —             | —             | —           | —           | —      | —      | 5     | 0     |
| Lao Toyota       | 2020      | Campeonato Laosiano  | 0     | 0    | 0             | 0             | 3           | 1           | 0      | 0      | 3     | 1     |
| TOTAL            | TOTAL     | TOTAL                | 130   | 31   | 17            | 10            | 4           | 1           | 27     | 4      | 164   | 43    |